# دانشکده دندانپزشکی کاشان
دانشکده دندانپزشکی دانشگاه علوم پزشکی کاشان یکی از دانشکده‌های دندانپزشکی ایران وابسته به دانشگاه علوم پزشکی کاشان در کاشان است.

## تاریخچه
دانشکده دندانپزشکی کاشان در سال ۱۳۹۱ بنیانگذاری شد. هم‌اکنون ریاست این دانشکده را دکتر زهرا هاشم‌زاده برعهده دارد.